# Miloš Milisavljević
Miloš Milisavljević (in serbo Милош Милисављевић?; Valjevo, 26 ottobre 1992) è un calciatore serbo, centrocampista dello Smederevo.

## Carriera

### Club
Il 13 luglio 2018 viene acquistato a titolo definitivo dalla squadra serba del TSC Bačka Topola.